# Baobab Glencoe
Baobab Glencoe – najgrubszy i drugi co do wielkości baobab (Adansonia digitata) w południowej Afryce i prawdopodobnie najgrubsze drzewo na świecie. Drzewo to znajduje się na farmie Glencoe, nieopodal Hoedspruit w Prowincji Limpopo.
Drzewo jest podzielone na kilka pni w pobliżu ziemi. Główny pień zapadł się w ziemię dawno temu. W listopadzie 2009 roku drzewo pękło na dwie części, pokazując dużą wypróchniałość pnia.
Średnica pnia przed pęknięciem wynosiła 15,9 metra, obwód – 47 metrów, wysokość – 17 metrów, natomiast średnica korony – 37 metrów.
Na pniu wyryte są daty "1893" oraz "1896".